# Andrea Schober
Andrea Schober (née le 10 mars 1964 à Munich) est une actrice allemande.

## Biographie
Elle est une enfant actrice apparaissant dans plusieurs films de Rainer Werner Fassbinder,.
De 1987 à 2012, Andrea Schober joue sous le nom d'Andrea Popadic le rôle permanent de la fille du pasteur Inken dans la série Der Landarzt (de), qui connut plusieurs mariages et coups du sort au fil des décennies.

## Filmographie

### Cinéma
- 1972 : Le Marchand des quatre saisons
- 1972 : Kinderarzt Dr. Fröhlich
- 1974 : Effi Briest
- 1974 : Zwei himmlische Dickschädel (de)
- 1976 : Roulette chinoise
- 1977 : Adolf und Marlene
- 1979 : Dir muss er ja nicht gefallen (court métrage)
- 1983 : La Balançoire (de)
- 1985 : Die Küken kommen
- 1985 : Das Wunder
- 1990 : Harry et Harriet

### Télévision
- 1972 : Huit heures ne font pas un jour (4 épisodes)
- 1974 : Griseldis
- 1974 : Unser Walter (2 épisodes)
- 1977 : Also es war so...
- 1978 : Ausgerissen! Was nun? (de) (1 épisode)
- 1981 : Der Gerichtsvollzieher (1 épisode)
- 1982 : Beim Bund (de) (1 épisode)
- 1982 : Tränen im Kakao
- 1985 : La Clinique de la Forêt-Noire (1 épisode)
- 1987 : Hans im Glück (de) (1 épisode)
- 1989 : Mein Butler und ich
- 1989 : Wie du mir...
- 1991 : Inspecteur Derrick (1 épisode)
- 1992 : Glückliche Reise (de) (1 épisode)
- 1987–2012 : Der Landarzt (de) (66 épisodes)